# 日本航空包機食物中毒事件
1975年2月3日，在從阿拉斯加安克雷奇飛往丹麥哥本哈根的日本航空波音747飛機上，197人因食用被金黃色葡萄球菌污染的飛機餐而身體不適。144人需要住院治療，這是商業客機史上最大規模的食物中毒事件。

## 背景
該航班由日航波音747執飛，載有近350名乘客，大多為日本可口可樂公司的銷售人員及其家屬，其行程為公司所提供的歐洲旅遊獎勵。這架專機載著乘客從東京飛往巴黎，並在安克雷奇和哥本哈根進行了兩次快速停留。航班上提供早餐煎蛋捲、火腿和三明治等基本餐食，所有相關食品都是在阿拉斯加停留期間帶入飛機的。
兩次停靠預計持續約8小時，主要是為了加油。在安克雷奇的第一次中途停留期間，早餐被裝上飛機繼續旅程。

## 事件經過
早餐供應後不久，航班上的大多數乘客開始嘔吐並抱怨胃部不適，許多人感到噁心、胃痙攣。3小時內，航班上一半以上的乘客產生不適，這讓機組人員不知所措。抵達哥本哈根後，受影響的乘客被轉移到專用休息室，一組醫生對患者進行了檢查，由於醫師不會說日語，機場當局召集了附近日本餐廳的工作人員協助翻譯。近150名乘客被送往當地醫院接受治療。
不幸中的大幸是，當時的飛行員並未發生食物中毒，儘管這純屬偶然，因為當時日本航空公司尚未實施關於機組人員膳食的規定。飛行員因生理時鐘的關係未食用該份餐點。

## 調查及後續
此事件調查由美國公共衛生局官員、阿拉斯加州衛生部的米基·S·艾森伯格領導。調查人員在乘客的糞便和嘔吐物以及33個剩餘的火腿煎蛋捲中檢測到金黃色葡萄球菌。
調查首先追蹤病原體的來源，並專注於日本航空位於安克雷奇的子公司國際機上餐飲公司的設施。結果發現，其中一名廚師的右手食指和中指出現了感染病變，廚師手指上的傷口被發現感染了葡萄球菌。測試顯示所有樣本的噬菌体類型和抗生素抗藥性相同，顯示廚師是污染源。該飛機有四個廚房，提供364份餐食，其中頭等艙提供40份餐食，主甲板上的三個廚房各提供108份餐食。艾森伯格表示，嫌疑廚師為四個廚房中的三個準備了飯菜。他已經包紮了傷口，但沒有向上級報告，因為他認為這些都是微不足道的，當時的值班經理也疏忽檢查他的健康狀況。
儘管一些乘客的症狀非常嚴重，但在治療後均平安出院。但一週後的2月10日，日本航空公司的餐飲經理、52歲的桑原研治被發現用手槍朝太陽穴開槍自殺身亡。桑原於遺書中寫道：“我對食物中毒負全部責任”。